# Équipe cycliste TeamProCyclingStats
L'équipe cycliste TeamProCyclingStats a été créée en 2017 par le site néerlandais ProCyclingStats.com. 
Basée au Cambodge, elle est composée de coureurs cyclistes de diverses nationalités et participant à une ou plusieurs courses UCI .2 dans l'année et à des épreuves nationales. 
Depuis 2017 elle participe au Tour de Singkarak ainsi qu'à plusieurs autres épreuves en Indonésie. En 2019, elle a remporté sa première victoire UCI avec le coureur néerlandais Reinier Honig lors de la 2e étape du Tour du Costa Rica et a terminé 4e du général.

## Victoires
| Date       | Course             | Pays       | Classe | Vainqueur     |
| ---------- | ------------------ | ---------- | ------ | ------------- |
| 17/12/2019 | Tour du Costa Rica | Costa Rica | 2.2    | Reinier Honig |

2e étape du Tour du Costa Rica 2019